# Jöran von Knorring
Jöran Johan von Knorring (ursprungligen Jürgen Johann), född 10 november 1657 på Tervalampi i Vichtis, Nyland, död 3 juni 1726 i Stockholm.
Jöran Johan von Knorring var son till den balttyske kaptenen Caspar Friedrich Knorring. Han naturaliserades 1672 som svensk adelsman och blev 1674 musketerare vid Upplands regemente till fot. Han befordrades 1675 till sergeant, senare samma år till fänrik och blev 1676 kornett vid överste Robert Lichtons värvade svenska kavalleriregemente. Senare samma år blev von Knorring kaptenlöjtnant vid adelsfanan, befordrades 1677 till ryttmästare och blev 1679 ryttmästare vid Hans Ramsvärds värvade kavalleriregemente. Von Knorring blev 1688 överstelöjtnant vid C G Erskeins svenska infanteriregemente i Nederländerna och deltog i slaget vid Fleurus där han sårades och tillfångatogs av fransmännen. 1690–1697 var han överste vid Erskeins regemente och deltog bland annat även i belägringen av Namur 1695.
Då von Knorring 1700 återkom till Sverige blev han regementschef för Hälsinge regemente och ledde regementet under slaget vid Narva och övergången av Düna, där han sårades i foten. 1701 blev han kommendant i Mitau och lyckades 1705 utstå en belägring av den ryske tsaren med 12.000 soldater och lyckades slutligen framförhandla fritt avtåg för garnisonen till Riga. Sedan tsaren avtågat 1706 besatte von Knorring hela Kurland och delar av Litauen. Han var 1701–1702 och 1706 viceguvernör i Kurland. Jöran von Knorring och Adam Ludwig Lewenhaupt var häftiga rivaler och snart utvecklades deras relation till hat och fiendskap. Då Lewenhaupt 1703 utnämndes till generalmajor och viceguvernör i Kurland blev von Knorring som var äldre med fler tjänstgöringsår mycket bitter och försökte förtala Lewenhaupt, vilket bara ledde till att han sjönk i kungens anseende. Då armén i Kurland 1708 kommenderades in i Ryssland begärde von Knorring med hänvisning till sjukdom permission för att återvända till Riga. Han hoppades bli utnämnd till kommendant i Riga med generalmajors karaktär. Då det misslyckades begärde han i december 1708 avsked. Då hans efterträdare som regementschef Gideon Fock tillfångatogs i slaget vid Poltava åtog sig von Knorring att under ett år sköta chefsbefattningen. Han fick dock därefter inget nytt militärt befäl.
Vid förhandlingarna på Riddarhuset 1719 var von Knorring aktiv och invaldes samma år i Pehr Lennartsson Ribbings föreslagna deputationen för att reglera generalissimusämbetet och stödde från maj 1719 öppet arvprins Fredrik. 1720 upphöjdes han till friherrligt stånd. Jöran von Knorring var mycket välbeställd, 1692 ärvde han sin barnlöse morbror Robert Lichton och han var från 1683 gift med Catharina Cronström, dotter den rike industrimannen Isaac Cronström.